# Mikey Johnston
Mikey Johnston (Glasgow, 19 de abril de 1999) es un futbolista británico, nacionalizado irlandés, que juega en la demarcación de extremo para el West Bromwich Albion F. C. de la EFL Championship.

## Trayectoria
Proveniente de la cantera del Celtic, Johnston comenzó su carrera profesional en 2017. Durante cuatro temporadas con el club escocés, disputó 76 partidos, anotando 11 goles y dando seis asistencias. En 2022, fue cedido al Vitória de Guimarães de Portugal, donde tuvo un gran rendimiento. Posteriormente, regresó al Celtic y, tras un breve periodo.
Fichó por el West Bromwich Albion, primero cedido y luego de forma definitiva. La temporada 2024-5-, el delantero disputó 41 partidos, 25 de ellos como titular, y aportó tres goles y cinco asistencias.

## Selección nacional
Tras jugar en las categorías inferiores de la selección escocesa, finalmente hizo su debut con la selección de fútbol de Irlanda en un partido amistoso contra Letonia que finalizó con un resultado de 3-2 tras los goles de Callum O'Dowda, Evan Ferguson y Chiedozie Ogbene para Irlanda, y de Roberts Uldriķis y Artūrs Zjuzins para el combinaco letón.

## Clubes
| Club                                | País       | Año       | Partidos | Goles |
| ----------------------------------- | ---------- | --------- | -------- | ----- |
| Celtic F. C.                        | Escocia    | 2017-2022 | 80       | 11    |
| Vitória S. C.                       | Portugal   | 2022-2023 | 31       | 3     |
| Celtic F. C.                        | Escocia    | 2023-2024 | 12       | 2     |
| West Bromwich Albion F. C. (cedido) | Inglaterra | 2024      | 20       | 7     |
| Celtic F. C.                        | Escocia    | 2024      | 1        | 0     |
| West Bromwich Albion F. C.          | Inglaterra | 2024-     | 41       | 3     |

## Palmarés

### Títulos nacionales
| Título                     | Club         | País    | Año  |
| -------------------------- | ------------ | ------- | ---- |
| Scottish Premiership       | Celtic F. C. | Escocia | 2017 |
| Scottish Premiership       | Celtic F. C. | Escocia | 2018 |
| Copa de la Liga de Escocia | Celtic F. C. | Escocia | 2019 |
| Scottish Premiership       | Celtic F. C. | Escocia | 2019 |
| Copa de Escocia            | Celtic F. C. | Escocia | 2019 |
| Copa de la Liga de Escocia | Celtic F. C. | Escocia | 2020 |
| Scottish Premiership       | Celtic F. C. | Escocia | 2020 |
| Copa de Escocia            | Celtic F. C. | Escocia | 2020 |
| Copa de la Liga de Escocia | Celtic F. C. | Escocia | 2022 |
| Scottish Premiership       | Celtic F. C. | Escocia | 2022 |